# 南翁夢錄
《南翁夢錄》（越南语：／），越南古代史籍，作者是胡朝皇帝胡季犛長子黎澄（又稱胡元澄、胡澄，別號南翁）。明朝滅胡朝後，黎澄到明入仕，在工部任職，並大約於1438年（明正統三年）著成本書。本書記敍越南李朝、陳朝的歷史人物及事件，以及佛道宗教派別事跡，共三十一篇，可補越南正史之不足。

## 本書的編撰

### 作者經歷
本書作者黎澄，又名元澄，字孟源，號南翁，原是越南陳朝晚年權臣黎季犛長子。黎季犛篡位後，改姓胡，建立胡朝。及後，1407年（明永樂五年），中國明朝起兵攻越，黎澄及其家人因戰敗被俘，押至金陵。其後在明朝工部任職，並於1445年（明正統十年）於工部尚書。次年（明正統十一年），黎澄卒。

### 撰寫本書
約於1438年（明正統三年），黎澄撰寫了《南翁夢錄》（黎澄的《序》寫於正統三年農曆重九日，即西曆9月27日）。撰寫的原因，據黎澄所說，是有感於其母國越南本是人才眾多，「前人言行才調，多有可取者」，可惜的是「至於兵火之間，書籍灰燼，遂令泯滅無聞」。黎澄為了把前事記錄下來，於是著手「尋繹舊事，遺亡殆盡，猶得百中之一二。」
至於本書名稱的由來，是由於黎澄本是出身越南貴冑，但卻遭遇國家喪亂，慨歎自己曾經歷的「彼中人物，昔甚繁華，時遷事變，略無遺跡，唯我一人知而道之，非夢而何？」因此把書名「錄以夢名」。而黎澄的號是「南翁」，因而叫《南翁夢錄》。

## 本書內容
本書共收錄了三十一則故事（學者孫毓修說本書「不分卷」；另外有指本書是「一卷」），其篇目及內容梗概如下：
1. 《藝王始末》：記述陳朝晚期陳藝宗（陳思明）就任君位及掌權的事跡。
2. 《竹林示寂》：記述陳仁宗（自號竹林大士）及其姊天瑞二人去世時的怪異事情。
3. 《祖靈定命》：記述陳明宗因怪異事情而獲立為嗣。
4. 《德必有位》：講述陳明宗的品行。
5. 《婦德貞明》：講述陳睿宗正妃黎氏的品行。
6. 《聞喪氣絕》：講述陳太宗與女兒同時去世時的怪異事情。
7. 《文貞鯁直》：講述士大夫朱安（獲賜號文貞先生）在陳氏朝廷敢言直諫的史事。
8. 《醫善用心》：講述良醫范彬的事跡。
9. 《勇力神異》：記述越南李朝時的大將黎奉曉的事跡。
10. 《夫妻死節》：記述明朝滅越南胡朝時大臣吳免夫婦殉國的事跡。
11. 《僧道神通》：講述李朝時僧人覺海、道士通玄二人的神通技能。
12. 《奏章明驗》：講述陳朝時王子昭文自天上降生的傳說。
13. 《壓浪真人》：講述李朝時道士壓浪真人的故事。
14. 《明空神異》：講述李朝時僧人阮明空的神怪故事。
15. 《入夢療病》：講述陳朝時僧人灌園的神異故事。
16. 《尼師德行》：講述尼師范氏的修為及德行。
17. 《感激徒行》：講述陳仁宗與從弟陳道載（號文肅）的故事。
18. 《疊字詩格》：記述陳聖宗的詩才。
19. 《詩意清新》：記述竹林大士（陳仁宗）的詩才。
20. 《忠直善終》：講述陳朝時范遇、范邁兄弟在朝政上處事剛直的事跡。
21. 《詩諷忠諫》：講述陳朝時大臣陳元旦（號氷壼）的事跡。
22. 《詩用前人警句》：講述陳朝詩人阮忠彥的文才。
23. 《詩言自負》：講述阮忠彥以詩自負的才情。
24. 《命通詩兆》：講述官宦黎括的詩才。
25. 《詩志功名》：講述陳朝時文武兼備的名將范五老。
26. 《小詩麗句》：講述陳朝宗室愛山的詩才。
27. 《詩酒驚人》：講述陳朝時的胡宗鷟詩酒過人的才情。
28. 《詩兆餘慶》：講述黎澄外祖阮聖訓的事跡。
29. 《詩稱相職》：講述有關陳藝宗掌權及治績的詩句。
30. 《詩歎致君》：記述氷壼（陳元旦）的詩才。
31. 《貴客相歡》：記述元朝使節黃裳與越南軍官莫記的友好事跡。

※此外，尚有黎澄的《序》一篇、明朝人胡濙的《序》一篇、越南人宋彰的《後序》一篇，以及孫毓修的《跋》一篇。

## 史料價值
黎澄作為一位寓居中國明朝的越南人士，能撰寫出一部越南史書，此舉在一定程度上加深中國人士對越南歷史的了解。

### 介紹了越南人物事跡的歷史
明朝人胡濙認為，本書可以把「偏方之異跡，今得敷張於中夏，徧聞於郡邑，抑且播聲光於後世」，對介紹越史有一定幫助。此外同樣是入仕於明的越南人宋彰也讚揚本書「使前人湮沒之餘，一旦言行彰彰然表暴於世，若予之後生晚學，於事有所未聞者，亦得一覽而知之」，使越南的歷史人物，其事跡不致湮滅。近代中國學者孫毓修認為，古代越南史籍流傳於中國的並不多，幸得本書「記彼國（越南）賢王良佐之行事，騷人墨客之出處，貞妃烈婦之節操，緇流羽客之奇術」等等，堪稱是「可喜亦可觀」。

### 保存古代越南詩文
在本書中，引錄了大批越南人士所撰的漢詩文句，對於研究古代越南文壇「騷人墨客之出處」，具有相當高的參考價值。

## 流傳情況
《南翁夢錄》一書在中國流傳版本如下：
- 陶珽《續說郛》叢書收錄部份篇目。[3]
- 沈節甫《紀錄彙編》叢書收錄部份篇目。[3]
- 《五朝小說》之《皇明百家小說》。[17]
- 《五朝小說大觀》之《皇明百家小說》。[17]
- 1920年孫毓修《涵芬樓秘笈》（以後仍有重版）收錄的本書影印（舊鈔本），收有大部份篇幅（《命通詩兆》及《詩志功名》全缺，《詩言自負》缺大部份，《小詩麗句》整篇混入《詩言自負》當中），以及黎澄、胡濙、宋彰的《序》。[18]
- 《叢書集成》初編之《史地類》。[17]
- 《景印之明善本叢書》十種之《紀錄彙編》。[17]
- 《百部叢書集成》。[17]
- 1987年（民國七十六年），臺灣學生書局發行了由法國遠東學院出版、陳慶浩、王三慶等編的《越南漢文小說叢刊》，當中收錄了陳益源校點的《南翁夢錄》。[19]
- 1995年河北教育出版社出版的《明代筆記小說》（刻印本），收錄了全部三十一篇故事及黎澄的《序》。[20]
- 2010年上海古籍出版社出版的《越南漢文小說集成》第十六冊，收錄了本書全文，由楊曉藹、胡大浚校點，陳慶浩撰「提要」。[21]

## 外部連結
- （中文）.   [2014-04-07]. （原始内容存档于2018-06-15）.